# Eutin
Eutin är en stad i det tyska förbundslandet Schleswig-Holstein och huvudort i distriktet (Landkreis) Ostholstein. Staden har cirka 17 000 invånare.
Eutin är uppkallat efter den germanska stammen jutar som befolkade området först. Sedan flyttade även slaver hit. 1156 fick Eutin marknadsrättigheter och furstbiskoparna av Lübeck hade sitt residens i orten som 1257 fick stadsrättigheter. 1803 blev staden del av hertigdömet, senare storhertigdömet, Oldenburg. 1937 upplöstes fristaten Oldenburg och Eutin kom istället att tillhöra Preussen. Sedan andra världskrigets slut ligger staden i Schleswig-Holstein.
Många kulturella personligheter, som diktarna Johann Gottfried Herder och Matthias Claudius, målaren Johann Heinrich Wilhelm Tischbein och översättaren Johann Heinrich Voß vistades länge i Eutin och historikern Friedrich August Ukert samt kompositören Carl Maria von Weber föddes där. Därför fick staden smeknamnet Nordens Weimar.